# Lever mina drömmar
Lever mina drömmar utkom den 20 april 2005 och är ett studioalbum av Shirley Clamp. Det placerade sig som högst på femte plats på den svenska singellistan. Sången Mina minnen på musikalbumet utkom den 8 juni 2005 även på singel.

## Låtlista
1. Lever mina drömmar
2. Att älska dig
3. Sanslöst förlorad
4. En ny chans
5. Mina minnen
6. Jag ljuger dig full
7. Sjunde himlen
8. Längtan är allt jag har
9. Du sa tid
10. Lång natts färd mot dag
11. Ärliga blå
12. Dålig mottagning
13. Ensam
14. Som en vind i ditt hår

## Medverkande
- Shirley Clamp - sång
- Torbjörn Fall - gitarr
- Anders Löfgren - bas
- Mathias Venge - gitarr
- Micke Ajax - trummor
- Lennart Westberg - bas

## Listplaceringar
| Lista (2005) | Topplacering |
| ------------ | ------------ |
| Sverige      | 5            |

### Fotnoter
1. ↑  Listplacering